# Esbach (Kulmbach)
Esbach (oberfränkisch: Eschbooch) ist ein Gemeindeteil der Großen Kreisstadt Kulmbach im Landkreis Kulmbach (Oberfranken, Bayern). Esbach liegt in der Gemarkung Lösau.

## Geografie
Bei dem Weiler entspringt ein namenloser rechter Zufluss des Leßbachs, der links in die Rodach fließt. Der Ort ist überwiegend von Acker- und Grünland umgeben, im Nordosten wird die Flur Leimen genannt, im Osten Leite. 1 km südwestlich erhebt sich der Stennesberg (512 m ü. NHN). Dort befindet sich ein Baum, der als Naturdenkmal ausgezeichnet ist. Eine Gemeindeverbindungsstraße führt nach Lösau zur Bundesstraße 85 (1,6 km südlich) bzw. nach Gössersdorf zur Kreisstraße KC 6 (0,8 km nördlich), eine weitere führt nach Kirchleus zur B 85 (1,8 km südwestlich).

## Geschichte
Der Ort wurde 1398 als „Espech“ im Landbuch der Herrschaft Plassenberg erstmals urkundlich erwähnt. Der ursprüngliche Flurname bezeichnet eine mit Espen bewachsene Gegend (Espe + angehängtes Kollektivsuffix ech). Der Ort unterstand zu dieser Zeit der Burggrafschaft Nürnberg. 1495 wurden für „Espach“ 5 Haushalte verzeichnet, die dem Markgraftum Brandenburg-Kulmbach, den Rechtsnachfolgern der Nürnberger Burggrafen, unterstanden.
Gegen Ende des 18. Jahrhunderts gab es in Esbach 5 Anwesen. Das Hochgericht übte das bayreuthische Stadtvogteiamt Kulmbach aus. Die Dorf- und Gemeindeherrschaft sowie die Grundherrschaft über die 5 Höflein hatte das Kastenamt Kulmbach.
Von 1797 bis 1810 unterstand der Ort dem Justiz- und Kammeramt Kulmbach. Mit dem Gemeindeedikt wurde Esbach dem 1811 gebildeten Steuerdistrikt Kirchleus und der 1812 gebildeten Ruralgemeinde Kirchleus zugewiesen. Infolge des Zweiten Gemeindeedikts (1818) wurde der Ort in die neu gebildete Ruralgemeinde Lösau umgemeindet. Am 1. Januar 1976 wurde Esbach im Zuge der Gebietsreform in Bayern nach Kulmbach eingegliedert.

### Baudenkmal
- Haus Nr. 3: Wohnstallhaus

### Einwohnerentwicklung
| Jahr      | 001818 | 001861 | 001871 | 001885 | 001900 | 001925 | 001950 | 001961 | 001970 | 001987 |
| Einwohner | 43     | 56     | 43     | 49     | 32     | 37     | 36     | 29     | 22     | 23     |
| Häuser    | 6      |        |        | 7      | 7      | 6      | 6      | 4      |        | 5      |
| Quelle    | [ 8 ]  | [ 11 ] | [ 12 ] | [ 13 ] | [ 14 ] | [ 15 ] | [ 16 ] | [ 17 ] | [ 18 ] | [ 1 ]  |

## Religion
Der Ort ist seit der Reformation evangelisch-lutherisch geprägt und nach St. Maria Magdalena (Kirchleus) gepfarrt.